# Qaţrānī-ye Soflá Do
Qaţrānī-ye Soflá Do (persiska: Qaţrānī, قطرانی سفلی ۲) är en ort i Iran.   Den ligger i provinsen Khuzestan, i den centrala delen av landet, 600 km söder om huvudstaden Teheran. Qaţrānī-ye Soflá Do ligger 12 meter över havet och antalet invånare är 146.
Terrängen runt Qaţrānī-ye Soflá Do är mycket platt. Runt Qaţrānī-ye Soflá Do är det ganska tätbefolkat, med 54 invånare per kvadratkilometer. Närmaste större samhälle är Manşūreh-ye Sādāt, 4,7 km norr om Qaţrānī-ye Soflá Do. Trakten runt Qaţrānī-ye Soflá Do är ofruktbar med lite eller ingen växtlighet.